# George Davies (Leichtathlet)

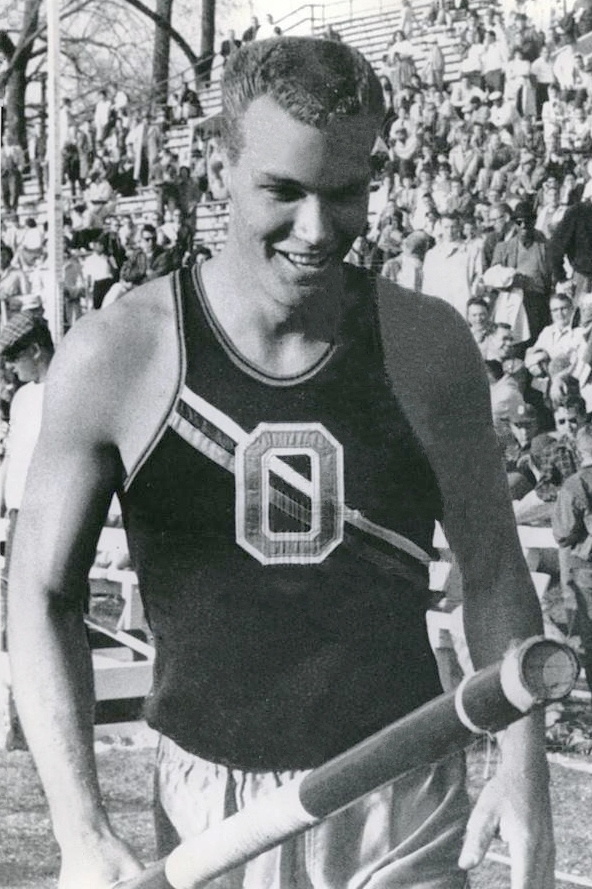
George Davies, 1961

George Davies (* 19. November 1940) ist ein ehemaliger US-amerikanischer Stabhochspringer.
Am 20. Mai 1961 stellte er in Boulder mit 4,83 m einen Weltrekord auf.
Für die Oklahoma State University startend wurde er 1961 NCAA-Meister.